# Јован Радивојевић
Јован И. Радивојевић (Ириг, 2. септембар 1883 — Земун, 1946) био је српски и југословенски правник и политичар. Радивојевић је био народни посланик и девети бан Дунавске бановине.

## Биографија
Презивао се Радивојевић-Вачић. Био је син краљевског котарског пристава у Костајници. Матурирао је гимназију у Земуну, а студирао је права у Бечу и Загребу, где је и докторирао "сва права" маја 1891. године. Као студент у Бечу допринео је раду тамошњег српског академског друштва "Зора", чији је био члан Управе. На четрдесетогодишњицу рада друштва испевао је пригодну песму, "Зорину химну".
Од младости је укључен у рад српске националне омладине. Био је блиско повезан са истомишљеницима Љубом Нешићем и Љубом Јовановићем из Београда. Бавио се политиком, као радикал, у Земуну и Руми, где је живео и радио. Венчао се јула 1894. године са Милесом Суботић из Панчева.
Као млад адвокат ступио је у адвокатску канцеларију сремског радикалског првака др Жарка Миладиновића. Пратио је свуда радикалске прваке Јашу Томића, др Ђуру Красојевића, Жарка Миладиновића и ступио у политички живот. За њега је важило да је био велики националиста, одличан говорник, "умно врло јак и трезвен политичар". Као омладинац изабран је у Централни одбор Српске радикалне странке (1906). Биран је за земунског посланика у епархијску скупштину и Црквено-народни сабор у више мандата. Биран је и за посланика у Хрватском сабору за Петрињски срез.
Бавио се политичким новинарством и превођењем. Уређивао је Миладиновићев лист "Радикал", затим "Садашњост" и био активни сарадник новосадске "Заставе". Издавао је 1906-1908. године политички лист "Народни гласник" у Земуну. Уредник је био др Миливоје Бабић такође земунски адвокат. Објавио је 1886. године у "Стражилову" превод приповетке "Загонетка о животу" и неке песме. Сарађује и у часопису "Јавор", "Босанској вили" и другима. Након Првог светског рата је дуго времена уређивао свој политички лист "Рад".
За шест проведених година на месту председника Водне задруге у Сремској Митровици, изградио је савски насип. Био је у Земуну председник Српске народне штедионице као задруге.
Од 1905. године је члан Друштва за Српско народно позориште у Новом Саду. Био је 1932. године председник Месног одбора Јадранске страже у Руми. Активан је у одборима Сокола, Црвеног крста и другим патриотским организацијама.
За време Велеиздајничког процеса у Загребу налазио се под полицијском присмотром. За време Првог светског рата био је осуђен и интерниран пола године у Арад. По пуштању на слободу мобилисан је у аустроугарску војску. Био је међу сазивачима Збора Сремаца у Руми 24. новембра 1918. године и као делегат учествовао је на великој скупштини Војводине. Живео је након Првог светског рата у Шиду и два пута (1925. и 1927) је биран у илочком и шидском срезу за народног посланика на Пашићевој листи. Између 1924-1929. године он је делегат Срема у Главном одбору Народне радикалне странке. За време шестојануарског режима био је у опозицији.
Постављен је за деветог бана Дунавске бановине (од 27. фебруара 1939. до 25. априла 1940). Током овог периода 25. септембра 1939. освећена је нова Банска палата у Новом Саду. Био је државни саветник и живео у Земуну. По избијању Другог светског рата, склонио се у Београд, где га је Гестапо ухапсио и одвео на Бањицу, као таоца. После рата вратио се у Земун.